# マルクス・ペルペルナ (紀元前130年の執政官)
マルクス・ペルペルナ（ラテン語: Marcus Perperna、- 紀元前129年）は、紀元前2世紀中期・後期の共和政ローマの政治家・軍人。紀元前130年に執政官（コンスル）を務めた。

## 出自
ペルペルナ氏族はエトルリアに起源を持つ。幾つかの資料（主としてギリシア語資料）では、ペルペンナ（Perpenna）と記しているものもあるが、多くのラテン語資料ではペルペルナ（Perperna）としており、キケロの演説でもペルペルナとされているため、現代の歴史学ではペルペルナとされている。父のプラエノーメン（第一名、個人名）はマルクス、祖父は欠損のため不明である。
ペルペルナは生まれながらのノブレス（新貴族）ではない。氏族の中では最初の執政官であり、またカピトリヌスのファスティに刻まれた最初の非ローマ系のノーメン（氏族名）でもある（同盟市戦争（紀元前91年 - 紀元前87年）以前では唯一の例である）。ペルペルナの死後、彼の父親が不正にローマ市民権を取得していたことが判明した。このため、父マルクスは以前の居住地に退去させられた。しかし、氏族自体が罰せられた訳ではなく、ローマ市民権を維持しただけではなく、元老院にも引き続き席を得ていた。

## 経歴
執政官就任年とウィッリウス法の規定から逆算して、ペルペルナは遅くとも紀元前133年にはプラエトル（法務官）に就任したはずである。フロルスによれば、ペルペルナは紀元前132年にシキリア属州での奴隷の反乱（第一次奴隷戦争）を鎮圧している。ペルペルナは野戦で反乱軍を撃破し、エンナに追い詰めた。包囲戦の後、街は占領された。餓死しなかった奴隷たちを、ペルペロナは十字架に貼り付けにした。ローマに戻ったペルペロナは小凱旋式を実施する栄誉を得た。他の古代の歴史家達は、反乱を鎮圧したのはプブリウス・ルピリウスとしている。歴史家F. ミュンツァーは、フロルスがペルペルナの小アジアでの軍事行動とシキリアでのそれを混同していると考えたが、イタリアの歴史学者アティッリオ・デグラッシは、ペルペルナもシキリアでの軍事作戦に参加していたことを示した。デグラッシはペルペロナが小凱旋式を実施したことを示すと思われる碑文を発見している。
紀元前130年、ペルペルナはパトリキ（貴族）であるルキウス・コルネリウス・レントゥルスと共に執政官に就任した。このとき、ローマは自らをペルガモン王であると詐称したアリストニコスと戦っていた（アッタロス朝ペルガモンは、最後の王で後継者がいなかったアッタロス3世が領土をローマに遺贈していた）。戦争を指揮していたプロコンスル（前執政官）プブリウス・リキニウス・クラッスス・ディウェス・ムキアヌスは、アリストニコスに敗北し、自殺に等しい死を遂げていた。このため、ペルペルナが小アジアに出生することとなった。ペルペルナは野戦で勝利し、続いてミュシアのストラトニケアを包囲、アリストニコスを降伏させた。ペルペルナはローマに戻って凱旋式を挙行する準備をしていたが、紀元前129年、ペルガモンで突然死した。

## 子孫
ペルペロナには同名の息子がおり、紀元前92年に執政官、紀元前86年にはケンソル（監察官）を務めている。その子マルクス・ペルペルナ・ウェントはクィントゥス・セルトリウスの将軍の一人であり、最後は彼を暗殺している。

## 参考資料

### 古代の資料
- フロルス『700年全戦役略記』
- ウァレリウス・マクシムス『有名言行録』
- ティトゥス・リウィウス『ローマ建国史』
- カピトリヌスのファスティ
- キケロ『ウェッレウス弾劾裁判』

### 研究書
- Korolenkov A. Percussor Sertorii: an outline of the political biography of Mark Perperna Veyenton // Problems of history, philology and culture. - 2007. - No. XVII . - S. 81-97 .
- Broughton R. Magistrates of the Roman Republic. - New York, 1951. - Vol. I. - P. 600.
- Münzer F. Perperna // Paulys Realencyclopädie der classischen Altertumswissenschaft . - 1937. - Bd. XIX, 1. - S. 892-893.
- Münzer F. Perperna 4 // Paulys Realencyclopädie der classischen Altertumswissenschaft . - 1937. - Bd. XIX, 1. - S. 894-896.